# Rúnaírás
A rúnaírás kifejezés azon egymással szoros kapcsolatban álló ábécékre vonatkozik, amelyeket korábban a germán nyelvek írására használtak, Skandinávia és a Brit-szigetek keresztény hitre térítése előtt, illetve egy rövid ideig a térítés után is, a már említett területeken. A skandináv változatokat futhark (vagy fuþark, az ábécék hat első betűjéből: F, U, Þ, A, R, K), az angolszász változatot pedig futhorc néven is ismerik.

## Áttekintés

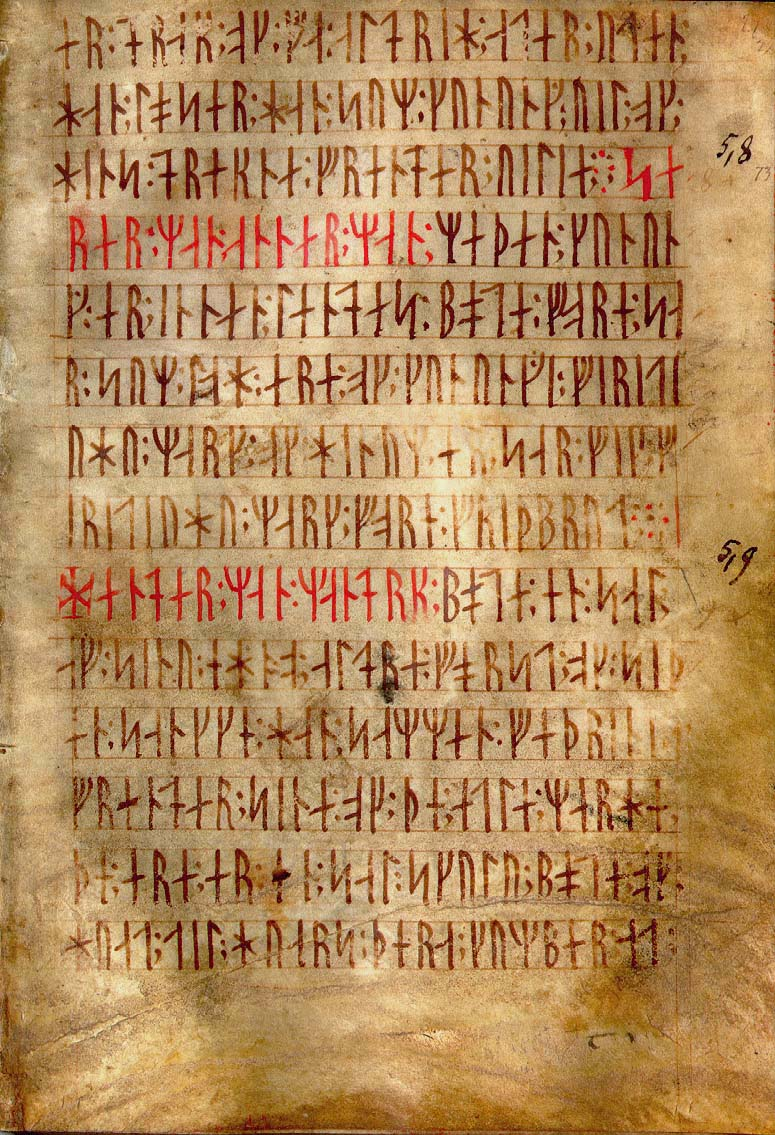
A Codex Runicus, egy pergamen kézirat az 1300-as évek elejéről, kizárólag rúnákkal írva

A vikingek hite szerint a titkos tanok félszemű istene, Odin ajándékozta nekik ezt az írásformát. A legrégebbi rúnaírásos feliratok kb. 150-ből származnak. A rúna szó gótul titkot, ófelnémet nyelven pedig mormogást, bűvös cselekedetet, feliratot jelent. A rúnafeliratokat legtöbbször kardok pengéjébe, ékszerekbe, serlegekbe és más használati tárgyakba, illetve sziklákba vésve találjuk (legismertebb a Kylver kő, Gotlandban, Svédország). A keresztény vallás felvételével a rúnákat a latin ábécé rendszerint leváltotta, úgy 700-ban Közép-Európában, majd 1100 körül Skandináviában is. Akárhogyan is, a rúnaírás az utóbbi területen bizonyos célokra még sokkal tovább fennmaradt; legtovább Svédország egyes vidékein, ahol még a 20. században is használták (dekorációs célokra).
A rúnaábécének három főbb, eltérő változata van:
- a régi futhark (kb. 150–800);
- az angolszász futhorc (400–1100);
- az új futhark (800–1100), amely további alváltozatokkal is rendelkezik:
  - hosszú ágú változat (másként dán futhark);
  - rövid ágú változat (svéd-norvég rúnaírás);
  - a Hälsinge rúnák.

Az új futhark 1100 után még tovább fejlődött:
- középkori rúnák (1100–1500);
- dalecarli rúnák (1500–1800).

A fenti rúnaírások eredete tisztázatlan. A régi futhark számos jegye jelentős hasonlóságot mutat a latin ábécé betűihez. Más vélemények szerint az időszámításunk előtt 500 és 100 között használt, egymással szoros rokonságban álló észak-itáliai ábécékből jött létre, ugyanis a germán írás ezekkel is bír közös tulajdonságokat.

## Származásuk

### Hitregebeli
A skandináv mitológiában a rúnák feltalálása Odinnak tulajdoníttatott: a Hávamál (138. és 139. strófa) azt írja le, miképp kapta meg ő a tudást önáldozatán keresztül. A szöveg óészaki nyelven és magyarul:
| Veit ec at ec hecc vindga meiði a netr allar nío, geiri vndaþr oc gefinn Oðni, sialfr sialfom mer, a þeim meiþi, er mangi veit, hvers hann af rótom renn. Við hleifi mic seldo ne viþ hornigi, nysta ec niþr, nam ec vp rvnar, opandi nam, fell ec aptr þaðan. | Tudom, egy szélfútta fán függtem kilenc éjen át, lándzsától sebezve, Odinnak adatva; önmagamat önmagamnak, azon a fán, amiről senki sem tudja, gyökerei honnét fakadnak; Sem kenyeret nem adtak nekem, sem italt szarvból, lefelé bámultam, felvettem a rúnákat, kiáltva megragadtam őket, s aztán visszaestem onnét. |

Két elképzelés is ismeretes, hogy a halandó ember hogyan került a rúnák birtokába. A Rigsþulában van az leírva, hogy Rig (a bevezetőben Heimdall-lal azonosítva) miként nemzett három gyermeket, Thrallt (Szolga), Churlt (Szabad) és Jarlt (Nemes) halandó asszonyokkal. Ezen ifjak lettek a nevükkel azonos osztályok mitológiai ősei. Minthogy Jarl bizonyos kort elérve fegyverekkel kezdett bánni, és a nemesség más jeleit mutatta, Rig visszatért hozzá, elismerte véreként, s megtanította neki a rúnákat.
1555-ben a száműzött svéd érsek, Olaus Magnus jegyzett le egy, a rúnákkal kapcsolatos hagyományt. E szerint egy Kettil Runske nevű ember ellopott három rúnarudat Odintól, s megtanulta ennek az írásnak a módját és varázsát.

### Történelmi
A színes hitregei történettel ellentétben a rúnák viszonylag későn fejlődtek ki, főként a Mediterráneum írásaihoz képest. Olyan közös vonásokat mutatnak számos föníciai eredetű írással – ilyen a latin, a görög és az etruszk –, hogy mindez nem tekinthető pusztán a sors véletlen fordulatának. Egy itáliai ábécét, név szerint a raetiait (Bolzano vidékéről) gyakran idézik a rúnák történeti őseként. Ennek ellenben csupán öt jelével vonható párhuzam, ezek: ᛖ e, ᛇ ï, ᛃ j, ᛜ ŋ és ᛈ p.
A betűk szögletes alakja hasonló a kor más olyan írásaiéhoz, amelyeket fába vagy kőbe véstek. A rúnák jellemző vonása, hogy az itáliai ábécékkel ellentétben nem tartalmaznak vízszintes vonásokat. Az írást általában vékony fapálcák élébe karcolták. A betűk főrovátkái teljes szélességében függőlegesen keresztezték a botot, a fa rostjaira merőlegesen: a görbületek létrehozása nehézkes, valamint a vízszintes rovások elvesztek volna a rostok közt. Ez a tulajdonság a korai latin ábécére is jellemző volt.

## Az „idősebb fuþark”

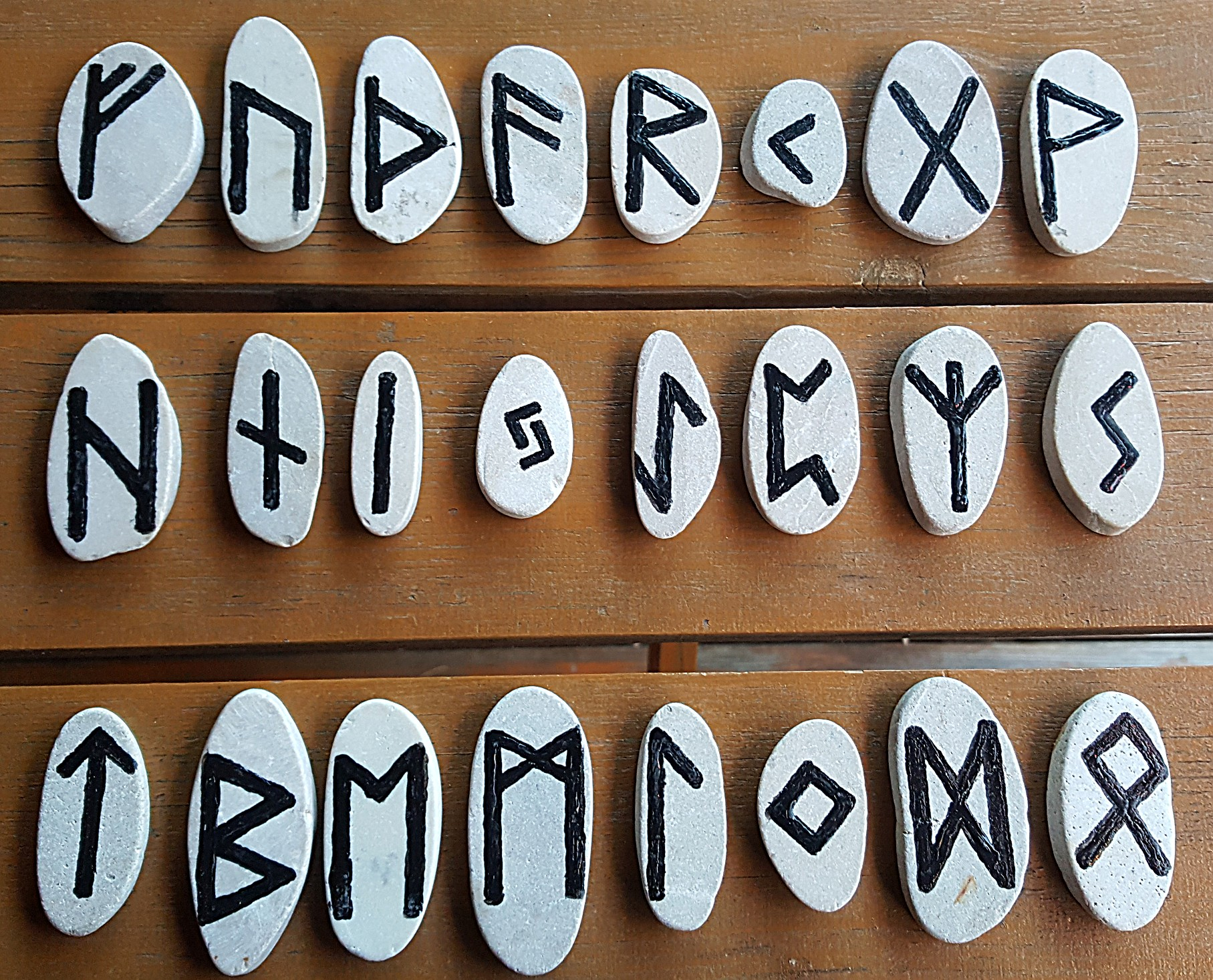
A régi futhark

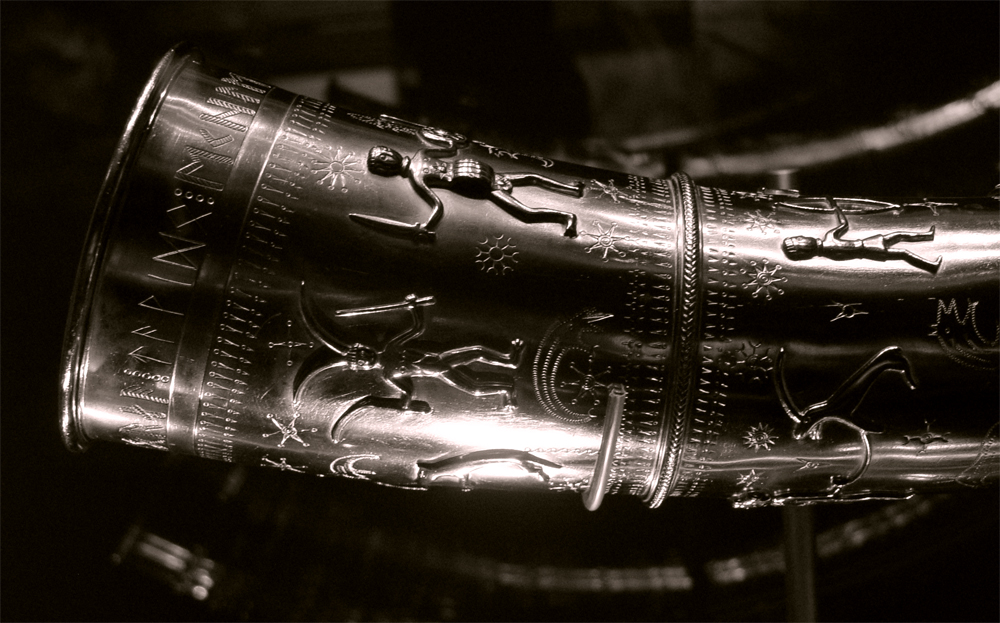
A dél-jyllandi Gallehusban talált két 5. századi aranykürt rúnáinak részlete

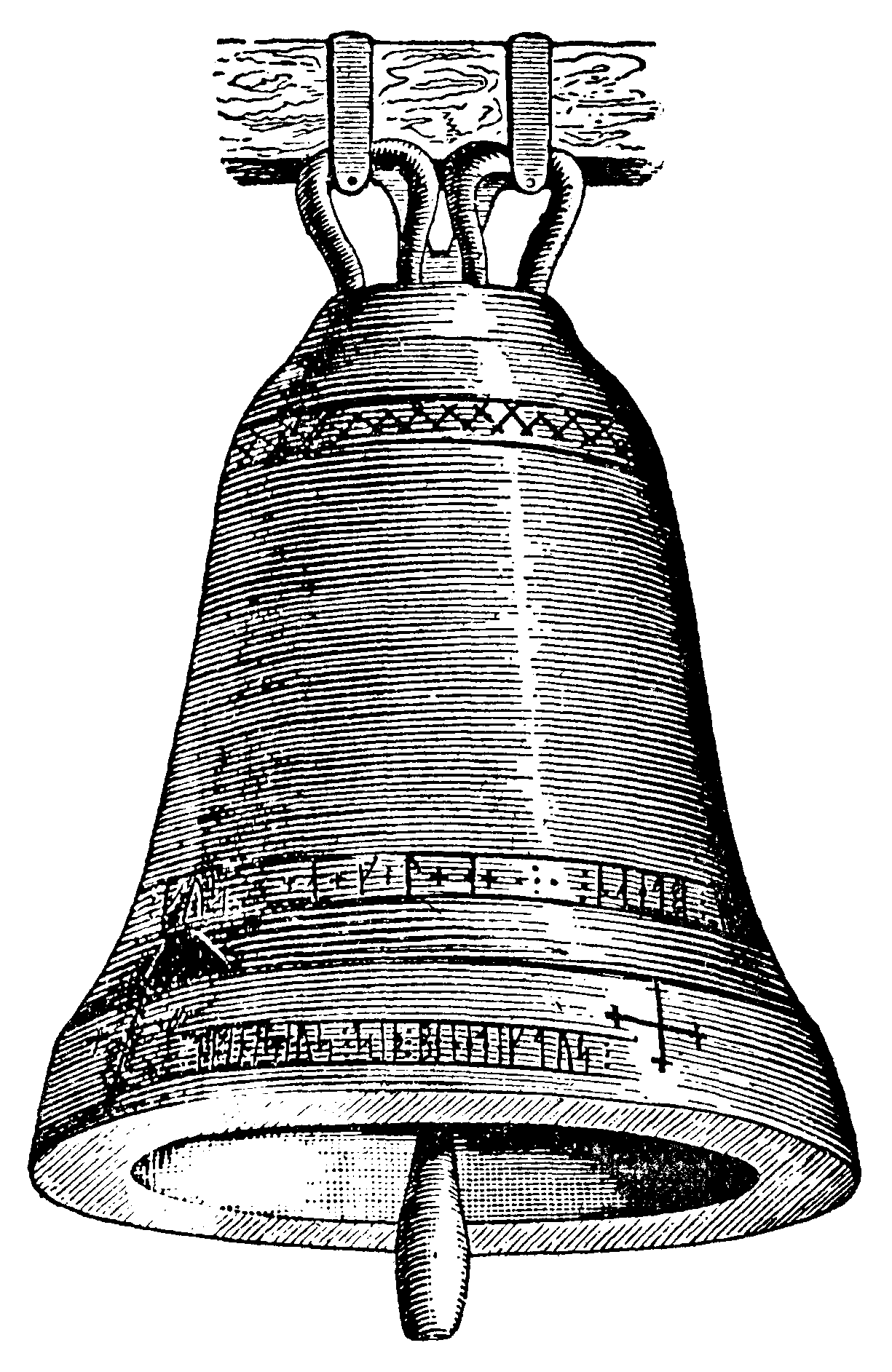
Rúnaírás a västergötlandi Saleby templomharangján, 1228.

A régi fuþark (futhark) a skandináv nyelvek ősének, az óészaki nyelvnek (urnordisk, urnordiska) a leírására szolgált. Huszonnégy rúnából áll, amelyeket gyakran háromszor nyolcas sorokba rendezve ábrázolunk, utalva a skandináv klánokra (ætt). A legkorábbi ismert, betűrendbe állított teljes készlet körülbelül 400-ból származik; ez a híres gotlandi Kylver-kő.
Nagyon valószínű, hogy minden rúnának saját neve volt, az általuk jelölt hangnak megfelelően választva. Azonban a régi futhark rúnáinak neveire nincsen közvetlen bizonyíték. Azok jelenleg ógermán rekonstrukciók, alapjuk a későbbi, leszármazott rúnábécékben szereplő rúnák (a rúnaversek nyomán) és a gót ábécé betűinek nevei. Az idősebb fuþark 24 rúnája:
| Az idősebb fuþark rúnái, nevük és jelentésük | Az idősebb fuþark rúnái, nevük és jelentésük | Az idősebb fuþark rúnái, nevük és jelentésük | Az idősebb fuþark rúnái, nevük és jelentésük | Az idősebb fuþark rúnái, nevük és jelentésük | Az idősebb fuþark rúnái, nevük és jelentésük | Az idősebb fuþark rúnái, nevük és jelentésük         |
| Rúna                                         | UCS                                          | Átírás                                       | IPA                                          | Klasszikus olvasat (IX. sz)                  | Ógermán név                                  | Jelentés                                             |
| -------------------------------------------- | -------------------------------------------- | -------------------------------------------- | -------------------------------------------- | -------------------------------------------- | -------------------------------------------- | ---------------------------------------------------- |
| f                                            | ᚠ                                            | F                                            | /f/                                          | Feu forman                                   | *fehu                                        | „vagyon, marha”                                      |
| u                                            | ᚢ                                            | U                                            | /u(:)/                                       | Ur after                                     | ?*ūruz                                       | „aurochs” (vagy *ûram „víz/salak”?)                  |
| th,þ                                         | ᚦ                                            | Þ                                            | /θ/, /ð/                                     | Thuris thritten stabu                        | ?*þurisaz                                    | „jötun, óriás”                                       |
| a                                            | ᚨ                                            | A                                            | /a(:)/                                       | Os ist himo obero                            | *ansuz                                       | „Áz-isten”                                           |
| r                                            | ᚱ                                            | R                                            | /r/                                          | Rat endos (uu)ritan                          | *raidō                                       | „lovaglás, utazás”                                   |
| k                                            | ᚲ                                            | K                                            | /k/                                          | Chaon thanne cliuot                          | ?*kaunan                                     | „fekély”? (vagy *kenaz „fáklya”?)                    |
| g                                            | ᚷ                                            | G                                            | /g/                                          |                                              | *gebō                                        | „ajándék”                                            |
| w                                            | ᚹ                                            | W                                            | /w/                                          |                                              | *wunjō                                       | „öröm”                                               |
| h · h                                        | ᚺ ᚻ                                          | H                                            | /h/                                          | Hagal                                        | *hagalaz                                     | „jégeső”                                             |
| n                                            | ᚾ                                            | N                                            | /n/                                          | Naut habet                                   | *naudiz                                      | „szükség”                                            |
| i                                            | ᛁ                                            | I                                            | /i(:)/                                       | Is (>Eis)                                    | *īsaz                                        | „jég”                                                |
| j                                            | ᛃ                                            | J                                            | /j/                                          | Ar (>Jahr)                                   | *jēra-                                       | „(jó) év, aratás”                                    |
| ï,ei                                         | ᛇ                                            | Ï (Y) (æ?)                                   | /æ:/(?)                                      |                                              | *ī(h)waz/*ei(h)waz                           | „tiszafa”                                            |
| p                                            | ᛈ                                            | P                                            | /p/                                          |                                              | ?*perþ-                                      | jelentése nem tisztázott, feltehetően „körtefa”      |
| z                                            | ᛉ                                            | Z                                            | /z/                                          |                                              | ?*algiz                                      | jelentése homályos, feltehetően „jávorszarvas”       |
| s · s                                        | ᛊ                                            | S                                            | /s/                                          | endi Sol                                     | *sōwilō                                      | „Nap”                                                |
| t                                            | ᛏ                                            | T                                            | /t/                                          | Tiu                                          | *tīwaz/*teiwaz                               | „Tiwaz”, más néven Tyr                               |
| b                                            | ᛒ                                            | B                                            | /b/                                          | Brica                                        | *berkanan                                    | „nyírfa”                                             |
| e                                            | ᛖ                                            | E                                            | /e(:)/                                       |                                              | *ehwaz                                       | „ló”                                                 |
| m                                            | ᛗ                                            | M                                            | /m/                                          | endi man Midi                                | *mannaz                                      | „ember”                                              |
| l                                            | ᛚ                                            | L                                            | /l/                                          | Lagu the leohto                              | *laguz                                       | „víz, tó” (vagy esetleg *laukaz „póréhagyma”)        |
| ŋ · ŋ                                        | ᛜ ᛝ                                          | ŋ                                            | /ŋ/                                          |                                              | *ingwaz                                      | „Ingwaz”, más néven Yngvi (feltehetően később Freyr) |
| o                                            | ᛟ                                            | O                                            | /o(:)/                                       |                                              | *ōþila-/*ōþala-                              | „örökség, birtok”                                    |
| d                                            | ᛞ                                            | D                                            | /d/                                          |                                              | *dagaz                                       | „nap”                                                |

## Fríz és angolszász Fuþorc

A futhorc

A Fuþorc egy kibővített ábécé, amely 29, későbbi pedig 33 írásjegyből állt. Feltehetően az V. századtól használták. Az angolszász Fuþorc eredetére különféle elméletek születtek. Az egyik elmélet szerint Fríziában fejlődött ki, ahonnét később átkerült Angliába. Egy másik elmélet szerint a futhorcot a skandinávok juttatták el Angliába, ahol módosult, majd onnan jutott el Fríziába. Mindkét változat tartalmaz vitatható pontokat, vet fel kérdéseket, amelyekre csak a megfelelő, egyelőre hiányzó régészeti leletek segítségével lehet majd érdemi választ adni. Futhorc feliratok találhatóak például a következő fennmaradt tárgyakon, kéziratokon: temzei scramasax, Bécsi Kódex, Cotton Gyűjtemény Otho B.x (angolszász rúnavers), Ruthwell kereszt.
Az angolszász rúnavers (Cotton Otho B.x.165) a következő rúnákat tartalmazza:
| Az angolszász futhork rúnái, nevük és jelentésük | Az angolszász futhork rúnái, nevük és jelentésük | Az angolszász futhork rúnái, nevük és jelentésük | Az angolszász futhork rúnái, nevük és jelentésük | Az angolszász futhork rúnái, nevük és jelentésük | Az angolszász futhork rúnái, nevük és jelentésük |
| Rúna                                             | UCS                                              | Átírás                                           | IPA                                              | Név                                              | Jelentés                                         |
| ------------------------------------------------ | ------------------------------------------------ | ------------------------------------------------ | ------------------------------------------------ | ------------------------------------------------ | ------------------------------------------------ |
| f                                                | ᚠ                                                | f                                                | /f/, /v/                                         | feoh                                             | „vagyon”                                         |
| u                                                | ᚢ                                                | u                                                | /u(:)/                                           | ur                                               | „aurochs” (őstulok), „marha”                     |
| th,ð                                             | ᚦ                                                | þ, ð                                             | /θ/, /ð/                                         | þorn                                             | „tövis, tüske”                                   |
| ó                                                | ᚩ                                                | ó                                                | /o:/                                             | ós                                               | „[egy] isten, száj”                              |
| r                                                | ᚱ                                                | r                                                | /r/                                              | rad                                              | „lovaglás”                                       |
| c                                                | ᚳ                                                | c                                                | /k/                                              | cen                                              | „fáklya”                                         |
| g                                                | ᚷ                                                | ȝ                                                | /g/, /j/                                         | gyfu                                             | „ajándék”                                        |
| w                                                | ᚹ                                                | w, ƿ                                             | /w/                                              | wynn                                             | „öröm”                                           |
| h                                                | ᚻ                                                | h                                                | /h/                                              | hægl                                             | „jégeső”                                         |
| n                                                | ᚾ                                                | n                                                | /n/                                              | nyd                                              | „szükség, baj”                                   |
| i                                                | ᛁ                                                | i                                                | /i/                                              | is                                               | „jég”                                            |
| j                                                | ᛄ                                                | j                                                | /j/                                              | ger                                              | „év, aratás”                                     |
| eo                                               | ᛇ                                                | eo                                               | /eo/                                             | eoh                                              | „tiszafa”                                        |
| p                                                | ᛈ                                                | p                                                | /p/                                              | peorð                                            | „vad”                                            |
| x                                                | ᛉ                                                | x                                                | /x/                                              | eolh                                             | „jávorszarvas-sás”                               |
| s                                                | ᛋ                                                | s                                                | /s/, /z/                                         | sigel                                            | „Nap”                                            |
| t                                                | ᛏ                                                | t                                                | /t/                                              | Tiw                                              | „Tiw” (Tyr)                                      |
| b                                                | ᛒ                                                | b                                                | /b/                                              | beorc                                            | „nyír”                                           |
| e                                                | ᛖ                                                | e                                                | /e(:)/                                           | eh                                               | „ló”                                             |
| m                                                | ᛗ                                                | m                                                | /m/                                              | mann                                             | „ember”                                          |
| l                                                | ᛚ                                                | l                                                | /l/                                              | lagu                                             | „tó”                                             |
| ŋ                                                | ᛝ                                                | ŋ                                                | /ŋ/                                              | ing                                              | „Ing (egy hős)”                                  |
| œ                                                | ᛟ                                                | œ                                                | /oe/                                             | éðel                                             | „birtok”                                         |
| d                                                | ᛞ                                                | d                                                | /d/                                              | dæg                                              | „nap”                                            |
| a                                                | ᚪ                                                | a                                                | /a(:)/                                           | ac                                               | „tölgy”                                          |
| a                                                | ᚫ                                                | æ                                                | /æ:/                                             | æsc                                              | „kőrisfa”                                        |
| y                                                | ᚣ                                                | y                                                | /y/                                              | yr                                               | „íj”                                             |
| ia,io                                            | ᛡ                                                | ia, io                                           | /ia/, /io/                                       | ior                                              | „angolna”                                        |
| ea                                               | ᛠ                                                | ea                                               | /ea/                                             | ear                                              | „sír”                                            |

Az első 24 rúna közvetlenül követi a régi futharkot, kiegészítve öt új rúnával. Ezek hosszú magánhangzókat és kettőshangzókat jelölnek (á, æ, ý, ia, ea), hasonlóan az Ogham ábécé öt forfedájához.
A betűsorozat (és a betűkészlet) nem rögzített. Összehasonlítva a fentebb bemutatott rúnaversben szereplő karakterekkel
f u þ o r c ȝ w h n i j eo p x s t b e m l ŋ œ d a æ y io ea
a temzei scramasax 28 betűről beszél, kissé eltérő sorrendben, valamint az edhel (œ) nem szerepel rajta:
f u þ o r c ȝ w h n i io eo p x s t b e ŋ d l m j a æ y ea
A Codex Vindobonensis 795-ben szintén 28 betű szerepel, a Ruthwell kereszten 31, a Cotton gyűjteménybeli Domitian A.ix pedig négy további rúnát tartalmaz:
| ea | ᛢ | kw | /?/ | cweorð | „tűz”, a peorð módosulata                    |
| ea | ᛣ | k  | /?/ | calc   | „kehely” (duplázva ᛤ kk)                     |
| ea | ᛥ | st | /?/ | stan   | „kő”                                         |
| ea | ᚸ | g  | /?/ | gar    | „lándzsa” (ellentétben a palatizált ᚷ ȝ-vel) |

Ez a négy rúna nem található meg egyetlen más fennmaradt rúnaírásos emléken sem (a stan alak szerepel a Westeremdeni tiszafa-pálcán, de valószínűleg csak megtévesztésként). A Cotton Domitian A.ix így összesen 33 betűből áll, a fentebb bemutatott átírást követve és sorbarendezve:
f u þ o r c ȝ w h n i j eo p x s t b e m l ŋ d œ a æ y ea io cw k st g

## A fiatalabb Fuþark

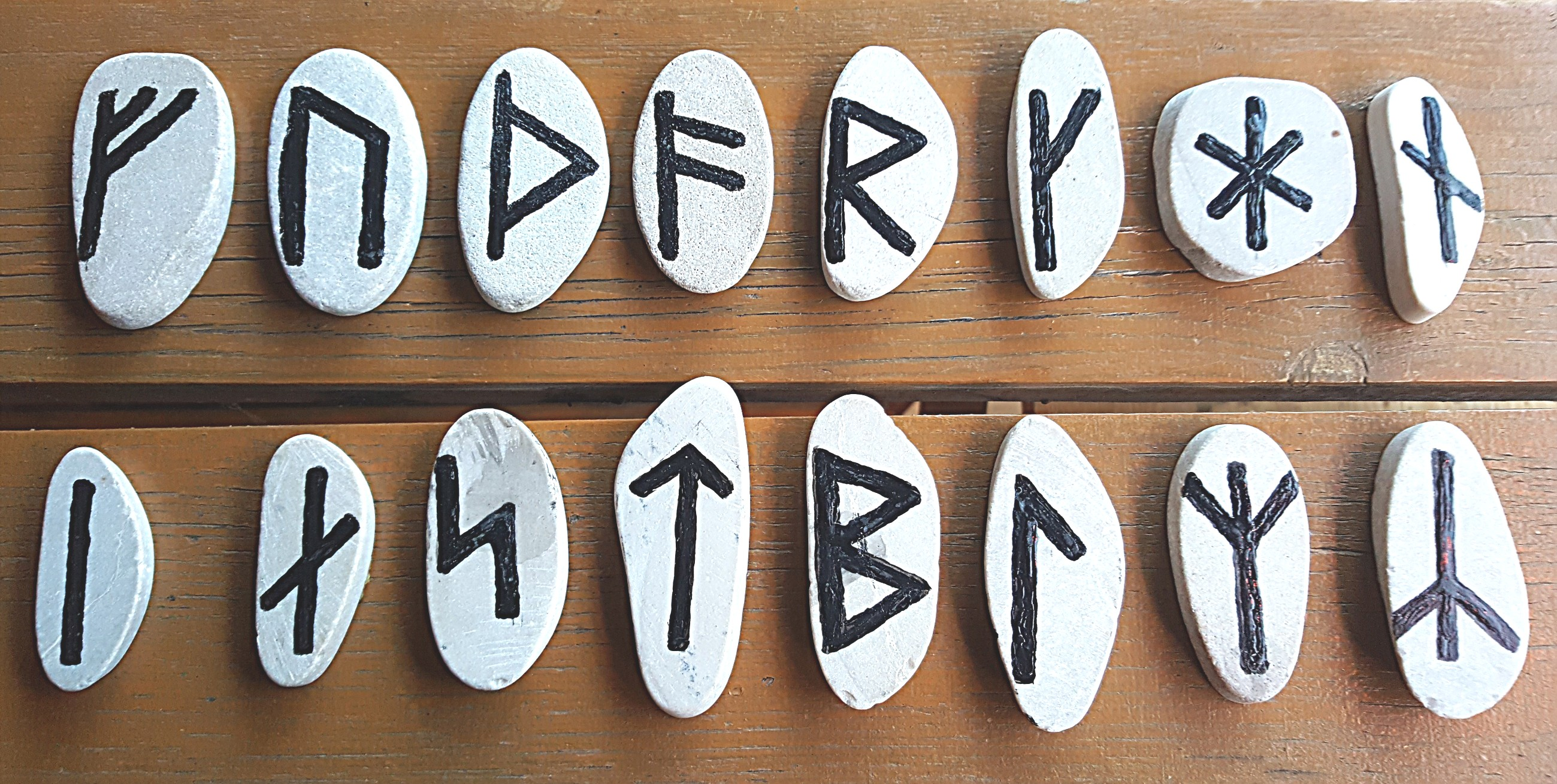
Az új fuþark

Az új fuþark, vagy más néven skandináv fuþark a régi futhark csökkentett változata – mindössze 16 rúnából áll. A lerövidülés megfelel a korban bekövetkezett fonetikai változásoknak. Emlékei Skandináviában és a viking-kori településeken találhatók. Először a 9. században használhatták. Változatai a hosszúágú (dán) és rövidgallyú (svéd és norvég) rúnák. A két változat közötti különbségek vitákra adtak okot. A legáltalánosabb értelmezés az, hogy a hosszúágú rúnákat kőbe vésés (tehát hosszú távú megőrzés), míg a rövidgallyúakat fába vésés, vagyis üzenetküldés céljára alkalmazták.

### Nevük

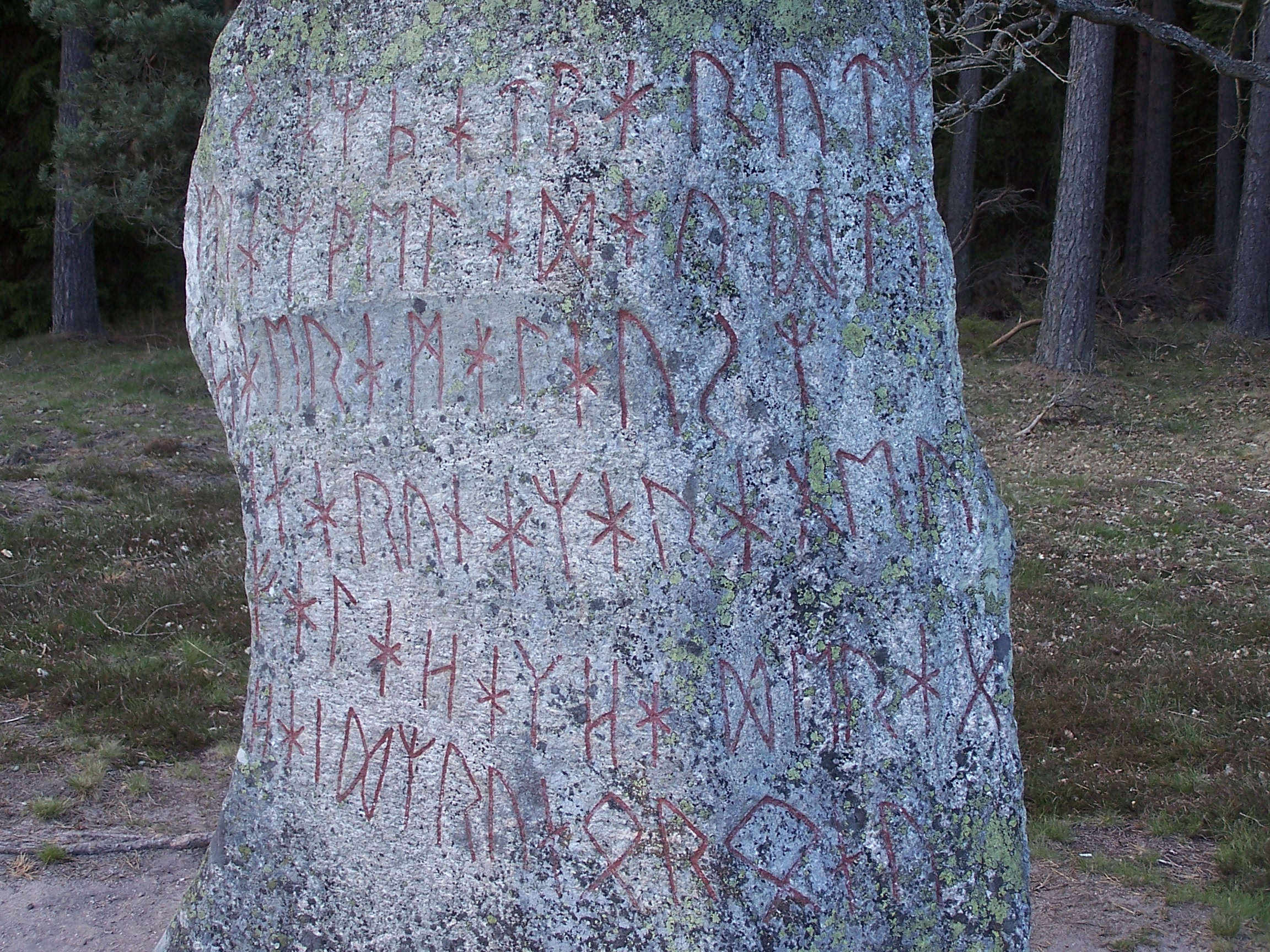
A Björketorp Rúnakő feliratának közelképe

A rúnák neve a következő: ᚠ fe ("jólét"), ᚢ ur ("eső"), ᚦ Thurs, ᚬ As/Oss, ᚱ reidh ("lovaglás"), ᚴ kaun ("kelevény"), ᚼ hagall ("jégeső"), ᚾ naudhr/naud ("szükség"), ᛁ is/iss ("jég"), ᛅ ar ("bőség"), ᛋ sol ("Nap"), ᛏ Tyr, ᛒ bjarkan/bjarken ("nyírfa"), ᛘ madhr/madr ("ember"), ᛚ logr/lög ("víz"), ᛦ yr ("tiszafa").

### Kialakulásuk
A VII. században megjelent egy köztes forma a régi futhark és az új futhark között, de csupán kevés ilyen jellegű felirat maradt fenn. Kettő közülük a Stentoften Rúnakő és a Björketorp Rúnakő, ahol a haglaz rúna a  alakba fejlődött, amely az új futhark h rúnájának alakjával egyező.
A két változatot (idősebb és fiatalabb) egy ideig párhuzamosan használták, erre egy példa a Rök rúnakő.

## „Rúna alakú” írások
A türk rovást és a székely–magyar rovást néha – főleg nem magyar szövegösszefüggésben – rúnaírásoknak nevezik, de szigorú értelemben a „rúna” kifejezés csak az ógermán írásra vonatkozik.

## Unicode
A rúnaábécék Unicode tartománya: 16A0–16FF, ez a kódblokk hivatott az összes rúna ábrázolására. Minden karakter csak egyszer szerepel, attól függetlenül hány ábécében fordul elő.
A blokk 81 szimbólumot tartalmaz: 75 rúnát (16A0–16EA), három írásjelet (szimpla rúna írásjel 16EB ᛫, dupla rúna írásjel 16EC ᛬ és kereszt rúna írásjel 16ED ᛭) és három középkori (általában hosszú botba vésett) naptárakon szereplő rúnaszimbólumot. Ezek az úgynevezett „arany szám-rúnák”, az Arlaug 16EE ᛮ, Tvimadur 16EF ᛯ és Belgthor 16F0 ᛰ szimbólumok, értékük rendre 17, 18 és 19. A 16F1–16FF tartomány még szabad (az Unicode 5.1 szabvány szerint).
A rúnákat tartalmazó szabad unicode betűtípusok a Junicode, Free Mono, és Caslon Roman. Nem szabad alternatíváik a Code2000, Everson Mono, és TITUS Cyberbit Basic.
A rúnák táblázatosan (U+16A0–U+16EA):
| 16A0 | ᚠ | fehu feoh fe f       | 16B0 | ᚰ | on                   | 16C0 | ᛀ | dotted-n                | 16D0 | ᛐ | short-twig-tyr t         | 16E0 | ᛠ | ear                  |
| 16A1 | ᚡ | v                    | 16B1 | ᚱ | raido rad reid r     | 16C1 | ᛁ | isaz is iss i           | 16D1 | ᛑ | d                        | 16E1 | ᛡ | ior                  |
| 16A2 | ᚢ | uruz ur u            | 16B2 | ᚲ | kauna                | 16C2 | ᛂ | e                       | 16D2 | ᛒ | berkanan beorc bjarkan b | 16E2 | ᛢ | cweorth              |
| 16A3 | ᚣ | yr                   | 16B3 | ᚳ | cen                  | 16C3 | ᛃ | jeran j                 | 16D3 | ᛓ | short-twig-bjarkan b     | 16E3 | ᛣ | calc                 |
| 16A4 | ᚤ | y                    | 16B4 | ᚴ | kaun k               | 16C4 | ᛄ | ger                     | 16D4 | ᛔ | dotted-p                 | 16E4 | ᛤ | cealc                |
| 16A5 | ᚥ | w                    | 16B5 | ᚵ | g                    | 16C5 | ᛅ | long-branch-ar ae       | 16D5 | ᛕ | open-p                   | 16E5 | ᛥ | stan                 |
| 16A6 | ᚦ | thurisaz thurs thorn | 16B6 | ᚶ | eng                  | 16C6 | ᛆ | short-twig-ar a         | 16D6 | ᛖ | ehwaz eh e               | 16E6 | ᛦ | long-branch-yr       |
| 16A7 | ᚧ | eth                  | 16B7 | ᚷ | gebo gyfu g          | 16C7 | ᛇ | iwaz eoh                | 16D7 | ᛗ | mannaz man m             | 16E7 | ᛧ | short-twig-yr        |
| 16A8 | ᚨ | ansuz a              | 16B8 | ᚸ | gar                  | 16C8 | ᛈ | pertho peorth p         | 16D8 | ᛘ | long-branch-madr m       | 16E8 | ᛨ | Icelandic-yr         |
| 16A9 | ᚩ | os o                 | 16B9 | ᚹ | wunjo wynn w         | 16C9 | ᛉ | algiz eolhx             | 16D9 | ᛙ | short-twig-madr m        | 16E9 | ᛩ | q                    |
| 16AA | ᚪ | ac a                 | 16BA | ᚺ | haglaz h             | 16CA | ᛊ | sowilo s                | 16DA | ᛚ | laukaz lagu logr l       | 16EA | ᛪ | x                    |
| 16AB | ᚫ | aesc                 | 16BB | ᚻ | haegl h              | 16CB | ᛋ | sigel long-branch-sol s | 16DB | ᛛ | dotted-l                 | 16EB | ᛫ | single punctuation   |
| 16AC | ᚬ | long-branch-oss o    | 16BC | ᚼ | long-branch-hagall h | 16CC | ᛌ | short-twig-sol s        | 16DC | ᛜ | ingwaz                   | 16EC | ᛬ | multiple punctuation |
| 16AD | ᚭ | short-twig-oss o     | 16BD | ᚽ | short-twig-hagall h  | 16CD | ᛍ | c                       | 16DD | ᛝ | ing                      | 16ED | ᛭ | cross punctuation    |
| 16AE | ᚮ | o                    | 16BE | ᚾ | naudiz nyd naud n    | 16CE | ᛎ | z                       | 16DE | ᛞ | dagaz daeg d             | 16EE | ᛮ | arlaug symbol        |
| 16AF | ᚯ | oe                   | 16BF | ᚿ | short-twig-naud n    | 16CF | ᛏ | tiwaz tir tyr t         | 16DF | ᛟ | othalan ethel o          | 16EF | ᛯ | tvimadur symbol      |
|      |   |                      |      |   |                      |      |   |                         |      |   |                          | 16F0 | ᛰ | belgthor symbol      |

| Rúnák vonatkozó Unicode.org kivonat (PDF) |   |   |   |   |   |   |   |   |   |   |   |   |   |   |   |   |
|                                           | 0 | 1 | 2 | 3 | 4 | 5 | 6 | 7 | 8 | 9 | A | B | C | D | E | F |
| U+16Ax                                    | ᚠ | ᚡ | ᚢ | ᚣ | ᚤ | ᚥ | ᚦ | ᚧ | ᚨ | ᚩ | ᚪ | ᚫ | ᚬ | ᚭ | ᚮ | ᚯ |
| U+16Bx                                    | ᚰ | ᚱ | ᚲ | ᚳ | ᚴ | ᚵ | ᚶ | ᚷ | ᚸ | ᚹ | ᚺ | ᚻ | ᚼ | ᚽ | ᚾ | ᚿ |
| U+16Cx                                    | ᛀ | ᛁ | ᛂ | ᛃ | ᛄ | ᛅ | ᛆ | ᛇ | ᛈ | ᛉ | ᛊ | ᛋ | ᛌ | ᛍ | ᛎ | ᛏ |
| U+16Dx                                    | ᛐ | ᛑ | ᛒ | ᛓ | ᛔ | ᛕ | ᛖ | ᛗ | ᛘ | ᛙ | ᛚ | ᛛ | ᛜ | ᛝ | ᛞ | ᛟ |
| U+16Ex                                    | ᛠ | ᛡ | ᛢ | ᛣ | ᛤ | ᛥ | ᛦ | ᛧ | ᛨ | ᛩ | ᛪ | ᛫ | ᛬ | ᛭ | ᛮ | ᛯ |
| U+16Fx                                    | ᛰ |   |   |   |   |   |   |   |   |   |   |   |   |   |   |   |